# Матвеевич, Предраг
Предраг Матвеевич (хорв. Predrag Matvejević; 7 октября 1932, Мостар, Королевство Югославия — 2 февраля 2017, Загреб, Хорватия) — хорватский и боснийский писатель.

## Биография
Отец — Всеволод, этнический русский, эмигрант из Одессы (Российская империя), после возвращения из плена в Германии в 1945 году он стал судьёй в городе Мостар. По заявлению самого Предрага, его отец был большевистских убеждений и испытывал большую симпатию к русской культуре, несмотря на то, что его отец и брат умерли от голода в ГУЛАГе. Мать — хорватка, Ангелина. 
Окончил университет в Сараево. Преподавал французскую литературу в Загребском университете. В 1991 году переехал во Францию, жил между Парижем и Римом. Имел итальянское гражданство. Преподавал в Университете Париж III и Университете Сапиенца в Риме. 
Почётный вице-президент Международного ПЕН-центра. Член Академии наук и искусств Боснии и Герцеговины.

## Творчество и признание
Издал две книги бесед с Мирославом Крлежей (1969, 1982). Наиболее известен сборник его эссе «Средиземноморский требник» (1987), он переведён на многие языки, удостоен Европейской премии Шарля Вейонна за эссеистику (1992), премии за лучшую иностранную книгу (1993).
Был известен своей политической деятельностью. В 1992 году баллотировался в парламент Хорватии от проюгославского Социал-демократического союза. Входил в состав экспертного совета известного левого журнала «Novi Plamen», издававшегося в Загребе. Симпатизировал Социалистической рабочей партии Хорватии. Став гражданином Италии, был выдвинут на выборах в Европарламент от Партии итальянских коммунистов.

## Произведения
- Razgovori s Miroslavom Krležom (1969)
- Prema novom kulturnom stvaralaštvu (1975)
- Književnost i njezina društvena funkcija: od književne tendencije do sukoba na ljevici (1977)
- Te vjetrenjače (1977)
- Jugoslavenstvo danas: pitanja kulture (1982)
- Stari i novi razgovori s Krležom (1982)
- Открытые письма/ Otvorena pisma (1986)
- Средиземноморский требник/ Mediteranski brevijar (1987)
- Istočni epistolar (1994)
- Gospodari rata i mira (2001)
- Другая Венеция/ Druga Venecija (2002, итальянская премия Стрега, 2003)
- Проклятая Европа/ Un’Europa maledetta (2005)
- Хлеб наш/ Pane Nostro (2010)